# Großsteingrab Lemförde
Das Großsteingrab Lemförde war eine megalithische Grabanlage der jungsteinzeitlichen Trichterbecherkultur bei Lemförde im Landkreis Diepholz (Niedersachsen). Es wurde während des Dreißigjährigen Krieges zerstört. Es lag auf einem als „krummes Stück“ bezeichneten Feld bei Lemförde. Nach einer Beschreibung von 1607 bestand es aus großen Steinen, in die angeblich große Buchstaben in einer unbekannten Sprache eingehauen waren. Angaben über Ausrichtung, Maße oder den Grabtyp liegen nicht vor. Im 17. Jahrhundert wurde die Anlage für das Grab eines Generals gehalten, der in einer Schlacht zwischen Karl dem Großen und Widukind gefallen war.